# W środku Europy
W środku Europy – polski film obyczajowy z 1990 roku na podstawie opowiadania Bogdana Madeja pt. Żydzi, Tatarzy i inni....
Akcja filmu toczy się w polskiej miejscowości w czasach stalinizmu (1953/1954 rok). W życie mieszkańców, w tym uczniów szkoły przesiąkniętej propagandą i ideologią, wplata się ponura historia sprzed kilku lat.

## Obsada aktorska
- Grzegorz Pawłowski − Boguś Wysocki
- Henryk Bista − Bazarewicz "Kałmuk", opiekun Bogusia
- Joanna Trzepiecińska − Bożena
- Andrzej Mastalerz − Jaś Osetek/Piotr Osetek, brat Jasia
- Magdalena Włodarczyk − Zosia Strzelecka, przewodnicząca szkolnego koła ZMP
- Bronisław Wrocławski − porucznik MO
- Renata Domagała − dyrektorka liceum
- Maria Gładkowska − Róża Wysocka, matka Bogusia
- Marcin Sosnowski − Cherubin, nauczyciel wf-u
- Jolanta Nowak − wychowawczyni Wanda
- Jacek Wójcicki − Chaimek
- Aldona Grochal − matka Chaimka
- Aniela Świderska − babcia Bogusia
- Antoni Łazarkiewicz − Boguś Wysocki w dzieciństwie
- Piotr Paskudzki − Chaimek w dzieciństwie
- Małgorzata Boratyńska − koleżanka Zosi
- Agata Piotrowska − Marysia, koleżanka Zosi
- Edyta Jungowska − uczennica